# Lac Shamrock
Pour les articles homonymes, voir Shamrock.
Le lac Shamrock (en anglais : Shamrock Lake) est un lac américain dans le comté de Tuolumne, en Californie. Il est situé à 3 081 mètres d'altitude au sein de la Yosemite Wilderness, dans le parc national de Yosemite.